# Albatros (Schiff, 1973)
Die Albatros war ein im Jahr 1973 in Dienst gestelltes Kreuzfahrtschiff des deutschen Reiseveranstalters Phoenix Reisen. Sie wurde ursprünglich als Royal Viking Sea von der Royal Viking Line betrieben. Ab 2004 wurde das Schiff als Albatros von Phoenix betrieben und ersetzte dort das im Jahr 1957 gebaute Turbinenschiff Albatros. Ihr Heimathafen war Nassau auf den Bahamas. 2020 wurde die Albatros an die Pick-Albatros-Gruppe verkauft, die das Schiff in Ägypten als Hotelschiff einsetzen wollte. Diese Pläne wurden allerdings nie verwirklicht. Stattdessen traf das Schiff im Sommer 2021 zum Abbruch in Alang ein.

## Geschichte

### Bau und Indienststellung

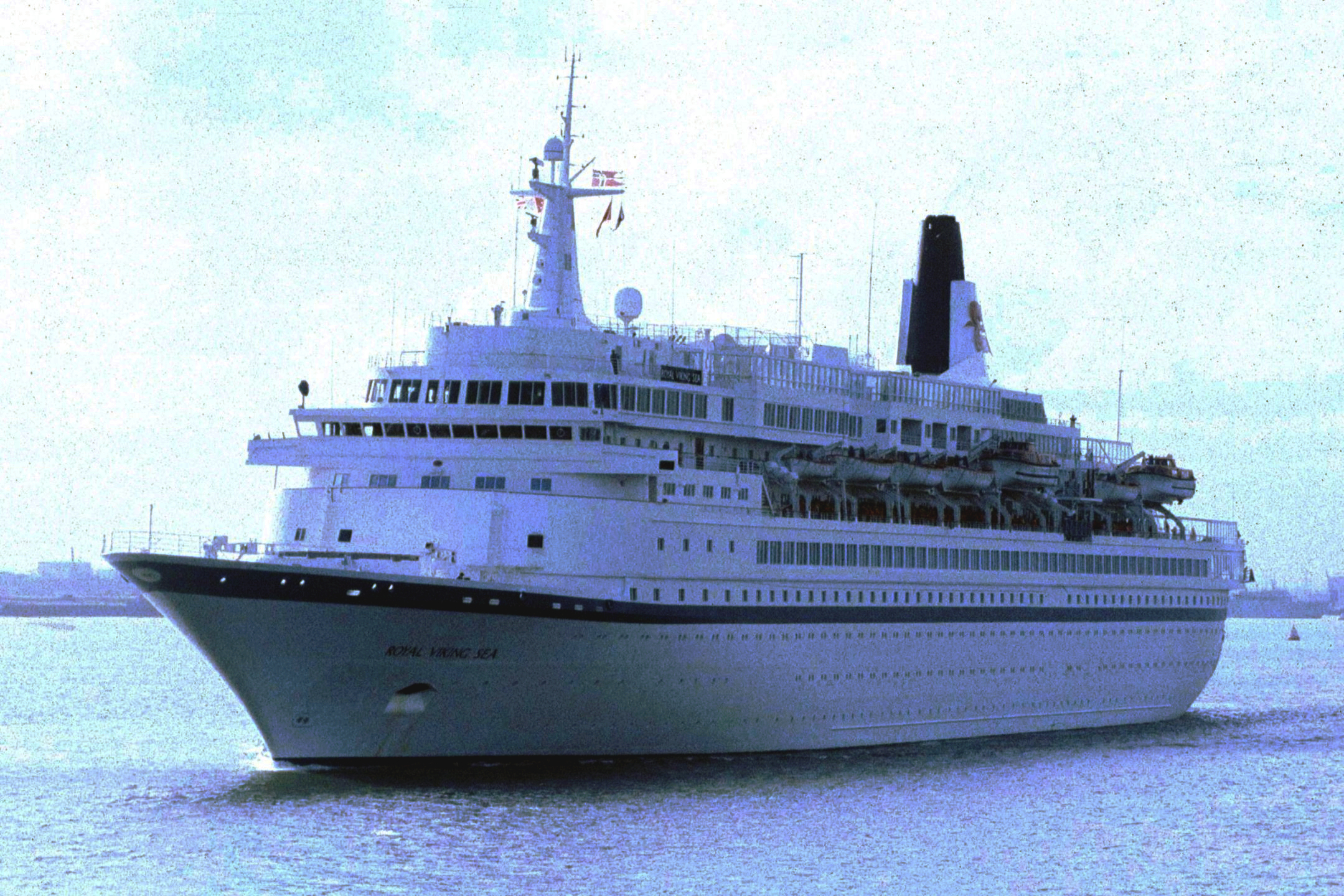
Das Schiff in Southampton (1986)

Die Royal Viking Sea wurde am 1. November 1969 als drittes Schiff der Royal-Viking-Star-Klasse, zu der auch die beiden Schwesterschiffe Black Watch und Boudicca gehören, für die Royal Viking Line auf der Wärtsilä-Werft in Finnland in Auftrag gegeben. Bei Stapellauf erhielt sie – der Benennungspraxis von Royal Viking folgend – den Namen Royal Viking Sea. Nach den Probefahrten verließ sie Bergen am 19. Januar 1974 für ihre Jungfernfahrt nach Newcastle. Zu diesem Zeitpunkt vermaß sie 21.847 BRZ bei einer Länge von 177,70 m und wurde auf weltweiten Kreuzfahrten eingesetzt. Von anderen Kreuzfahrtschiffen ihrer Zeit unterschieden sich die Schiffe der Royal-Viking-Star-Klasse durch einen doppelstöckigen Kino-/Theatersaal im vorderen Rumpfbereich (der bei der Albatros bis zuletzt existierte), ein hoch im Schiff liegendes Restaurant mit großen Aussichtsfenstern, eine verglaste Lounge oberhalb der Brücke (die spätere Karibik-Lounge der Albatros) und eine überproportional hohe Anzahl von Suiten. Außerdem wurde die Passagierzahl mit ca. 550 bewusst niedrig gehalten, um ein wohlhabenderes Publikum anzusprechen.

### Verlängerung
Vor die Wahl gestellt, ein viertes Schiff zu bauen oder die existierenden zu vergrößern, entschied sich die Royal Viking Line Anfang der 1980er, alle drei Schiffe der Klasse zu vergrößern. Durch den Einbau einer zusätzlichen Mittschiffsektion von 93 ft (27,77 m) Länge sollte Platz für mehr Kabinen geschaffen werden – darunter auch erstmals neun Balkonsuiten – und das Restaurant vergrößert werden, um trotz der zusätzlichen Gäste mit einer Essenssitzung auszukommen. Die Royal Viking Sea wurde vom 11. März bis 5. Juni von der Seebeckwerft in Bremerhaven von ehemals 177,70 m durch Einfügen einer neuen Mittelsektion von 27,77 Metern auf 205,46 Meter verlängert.
Tatsächlich war so für den Bruchteil der Kosten eines neuen Schiffes Platz für zusätzliche 600 Passagiere auf allen drei Schiffen zusammen geschaffen worden. Bei den Gästen kam die Vergrößerung jedoch weniger gut an, da dadurch die ursprüngliche, vergleichsweise intime Atmosphäre an Bord verlorenging.
Auf ihrer ersten Weltreise nach dem Umbau rettete die Royal Viking Sea am 29. November 1983 151 Überlebende des gesunkenen indonesischen Fährschiffs Dojo vor der Küste von Celebes.

### Verkauf und Reedereiwechsel

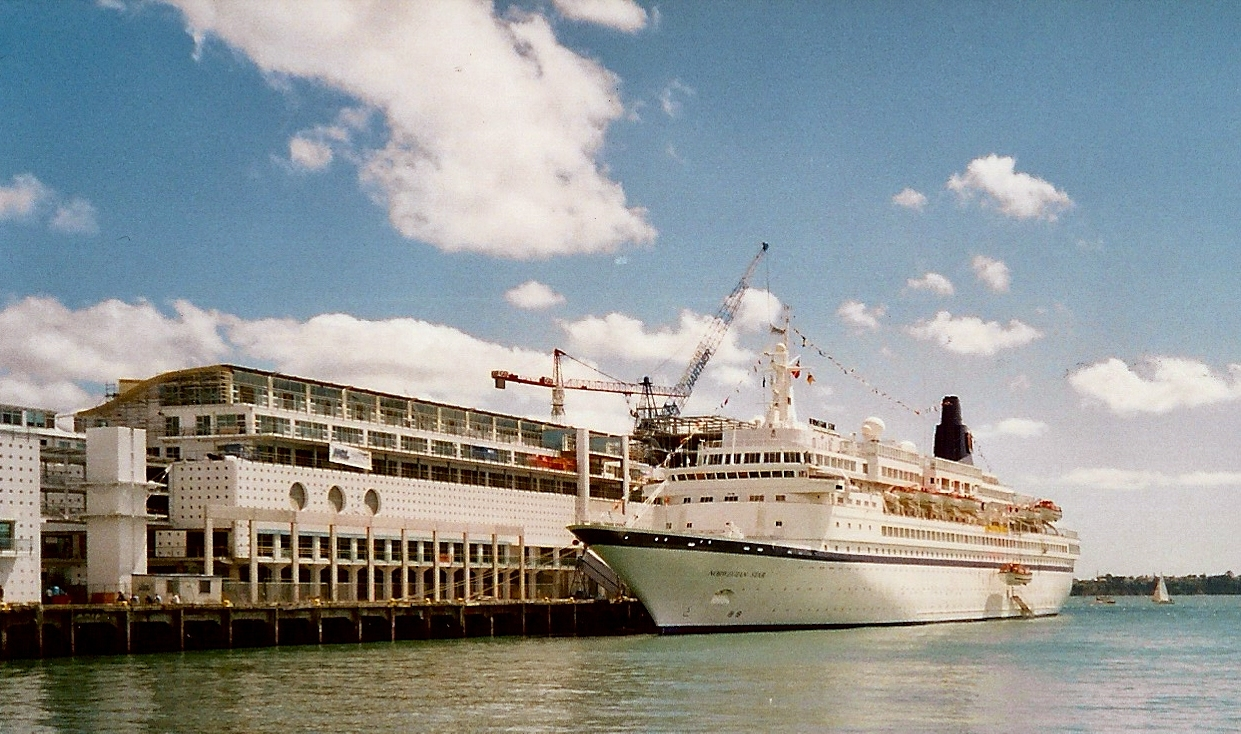
Das Schiff als Norwegian Star

Als kleine Luxusreederei kam die Royal Viking Line in den 1980er-Jahren zunehmend unter finanziellen Druck und wurde schließlich 1986 von der Kloster-Gruppe aufgekauft, die die drei Schwesterschiffe der Royal Viking Star-Klasse nach und nach an ihre Tochterfirmen übergab. So gelangte die Royal Viking Sea an die Royal Cruise Line, erhielt den neuen Namen Royal Odyssey und wechselte ihren Heimathafen von Oslo nach Nassau (Bahamas). Gleichzeitig wurde durch Umbau der bisherigen Offiziersquartiere auf dem Brückendeck in Suiten die Kapazität auf 850 Gäste gesteigert.
Doch auch die finanzielle Lage von Kloster verschlechterte sich und 1994 musste die Gruppe Insolvenz anmelden. Um Kapital zu gewinnen, wurde die Royal Odyssey an die Investorengruppe Actinor verkauft und für zwei Jahre zurückgechartert. Möglicherweise durch schlechte Wartung erlitt sie in dieser Zeit vor der Westküste der USA zwei Maschinenhavarien, die sie jeweils für etwa einen Monat außer Gefecht setzten: am 2. Mai 1996 vor San Francisco und am 17. Juli 1996 vor Vancouver. Außerdem musste im April 1997 eine Kreuzfahrt abgebrochen werden, weil 350 Passagiere unter einer Lebensmittelvergiftung litten.
Mit dem Ablauf des ursprünglichen Chartervertrages begann dann eine Odyssee des Schiffes durch die Hände mehrerer Reedereien:
- Nov. 1997 bis Dez. 1998 als Norwegian Star für die Norwegian Cruise Line (Fahrtgebiet: Karibik)
- Jan. 1999 bis Jun. 2001 weiterhin als Norwegian Star für die Norwegian Capricorn Line (einziges Schiff der Gesellschaft, Fahrtgebiet: Australien und Ozeanien)
- Nov. 2001 bis Mai 2002 als Norwegian Star 1 für Star Cruises (Fahrtgebiet: Karibik)
- Jun. 2002 bis Nov. 2002 als Casinoschiff Crown für Crown Investments (Fahrtgebiet: Ostchinesisches Meer)
- Nov. 2002 bis Feb. 2003 wegen Zahlungsunfähigkeit von Crown Investments aufgelegt in Shanghai
- Jun. 2003 bis Nov. 2003 unter dem Label Mare Nostrum (obwohl sie offiziell weiter Crown hieß) für Halkion Viajes (Fahrtgebiet: Mittelmeer)
- Nov. 2003 bis Feb. 2004 aufgelegt in Genua

### Einsatz bei Phoenix Reisen
Anfang 2004 wurde das Schiff an das niederländische Unternehmen Cruise Club verkauft, das es an den Phoenix Reisen weitervercharterte. Phoenix hatte sich kurz zuvor von seiner ersten Albatros – dem ehemaligen Transatlantikliner Sylvania der Cunard Line – getrennt und suchte nach einem möglichst ähnlichen Ersatz. Nach der ersten Saison wurde die neue Albatros  von 28. September bis 20. Dezember 2005 bei Blohm + Voss in Hamburg umfangreich umgebaut, wobei unter anderem die Maschinenanlage ausgetauscht und fast alle öffentlichen Bereiche neugestaltet wurden.
Ab der Insolvenz von Cruise Club im November 2008 gehörte die Albatros der MS Albatros Shipping Ltd.; der Charter an Phoenix Reisen war vom Eigentümerwechsel nicht betroffen. Einer der Kapitäne des Schiffes war ab 2006 der Norweger Morten Hansen. Als dieser im Jahr 2013 das Kommando über die ebenfalls von Phoenix Reisen gecharterte Artania übernahm, wechselte die seit 2009 an Bord gedrehte Serie Verrückt nach Meer mit ihm auf das größere Schiff. Von 2016 bis 2019 wurde die Albatros für die Staffeln 7 bis 9 aber als zweites Schiff noch ein weiteres Mal zum Drehort der Serie.
Auf ihrer Weltreise westwärts rettete die Albatros am 4. Februar 2017 im Südpazifik etwa 400 km vor der Küste Tongas sechs Fischer von ihrem sinkenden Boot Losemani Foʻou und brachte diese nach Auckland, Neuseeland.
Bedingt durch die COVID-19-Pandemie lag die Albatros ab April 2020 als Auflieger im Neustädter Hafen in Bremen.
Im September 2020 bot Phoenix Reisen die Albatros zur Unterbringung obdachloser Flüchtlinge von Lesbos an und erklärte sich bereit, zumindest für die Kosten der Charter sowie die Abnutzung aufzukommen. Der Vorschlag wurde jedoch nicht verwirklicht.

### Geplanter Einsatz als Hotelschiff und Verschrottung
Am 8. Oktober 2020 teilten die Geschäftsführung von Phoenix Reisen und dem Bereederer BSM Cruise Services mit, dass vor dem Hintergrund der wirtschaftlichen Folgen der COVID-19-Pandemie die Albatros zum 20. Oktober 2020 an Kamel Abou-Aly verkauft wurde. Am 19. Oktober verließ das Schiff Bremerhaven in Richtung Ägypten und traf im November in Hurghada ein. Es war vorgesehen, das Schiff innerhalb der ägyptischen Pick-Albatros-Gruppe als Hotelschiff im Roten Meer zu nutzen. Pick Albatros betreibt in Ägypten zahlreiche Hotels und Resorts. Nachdem sich die Pläne offenbar nicht verwirklichen ließen, wurde das Schiff im Sommer 2021 zum Abbruch in Alang verkauft. Mitte Juli 2021 verließ das zwischenzeitlich in Tros umbenannte Schiff Hurghada Richtung Alang via Dschidda. Für die Überfahrt nach Alang wurde das Schiff auf Gabun umgeflaggt, neuer Heimathafen wurde Libreville. Am 27. Juli 2021 wurde die Tros in Alang gestrandet.

## Routen
Im Frühjahr und Sommer war die Albatros üblicherweise in Nord- und Ostsee unterwegs. Im Herbst ging das Schiff ins Mittelmeer und Schwarze Meer, bevor es dann über den Winter eine Weltreise (bzw. eine andere große Reise mit exotischeren Zielen) antrat.
Die Winterreisen waren:
- 2007/08 – Weltreise, westwärts
- 2008/09 – Afrika-Umrundung
- 2009/10 – Weltreise, westwärts
- 2010/11 – Weltreise, westwärts
- 2011/12 – Weltreise, westwärts
- 2012/13 – Afrika-Umrundung
- 2013/14 – Südamerika-Umrundung
- 2014/15 – Weltreise, westwärts
- 2015/16 – Weltreise, ostwärts
- 2016/17 – Weltreise, westwärts
- 2017/18 – Südamerika-Umrundung
- 2018/19 – Weltreise, westwärts
- 2019/20 – Weltreise, westwärts

## Ausstattung
- sechs Bars, drei Salons und zwei Restaurants, außerdem eine Außen-Pizzeria mit dem Lido-Buffet
- Einkaufsmöglichkeiten (Parfümerie/Drogerie, Schmuck, Mode)
- sportliche Aktivitäten (Golfabschlag, Fitnesscenter, Boccia, Shuffleboard, Tischtennis/Kicker)
- großes Kino (zwei Decks hoch)
- Nightclub (Disco)
- Bibliothek
- Wellnessbereich (Sauna, Dampfbad, Whirlpool, Solarium, Massage)

## Medien
- Teile der Dreharbeiten zum Erkan-&-Stefan-Film Der Tod kommt krass fanden auf der Albatros statt.
- Für die ARD drehte der Bayerische Rundfunk 2009 und 2010 mit einer Crew der Bewegte Zeiten Filmproduktion auf der Albatros die Folgen 1 (Staffel 1) bis 80 (Staffel 3) der TV-Doku-Serie Verrückt nach Meer.[20] Ab Januar 2010 wurden in der ARD die ersten 50 Folgen gesendet. Weitere 30 Folgen wurden ab Herbst 2011 gedreht und ab dem 11. Oktober 2012 gesendet.[21][22] Das Schiff wird in der Serie aber nicht mit seinem eigentlichen Namen, sondern stets als Weiße Lady bezeichnet. Mit Folge 331 (Staffel 8) kehrte die Filmcrew, die zwischenzeitlich ausschließlich die Artania begleitet hatte, für einige Folgen wieder zur Albatros zurück.

## Galerie

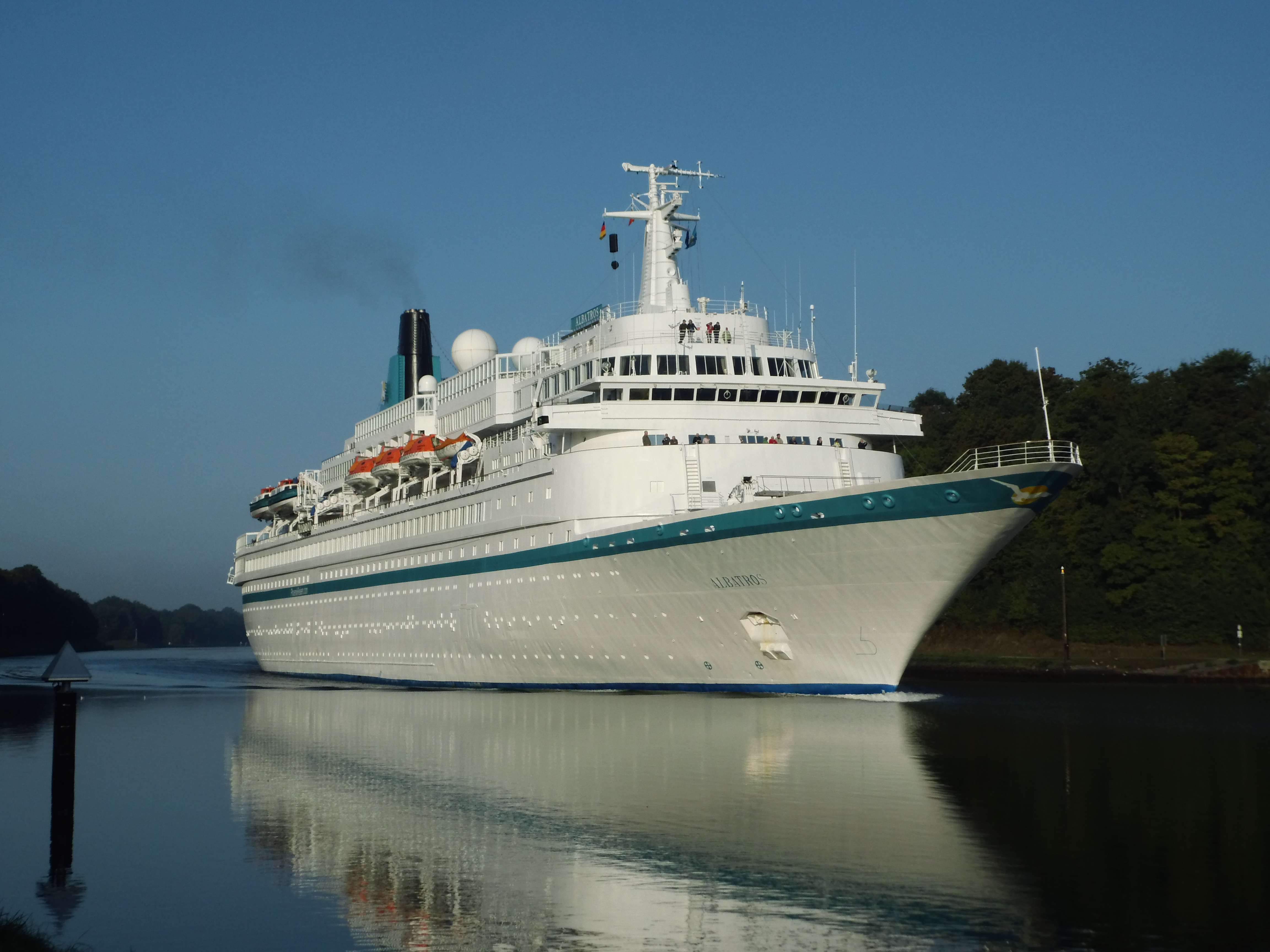
Das Schiff im Nord-Ostsee-Kanal (2009)
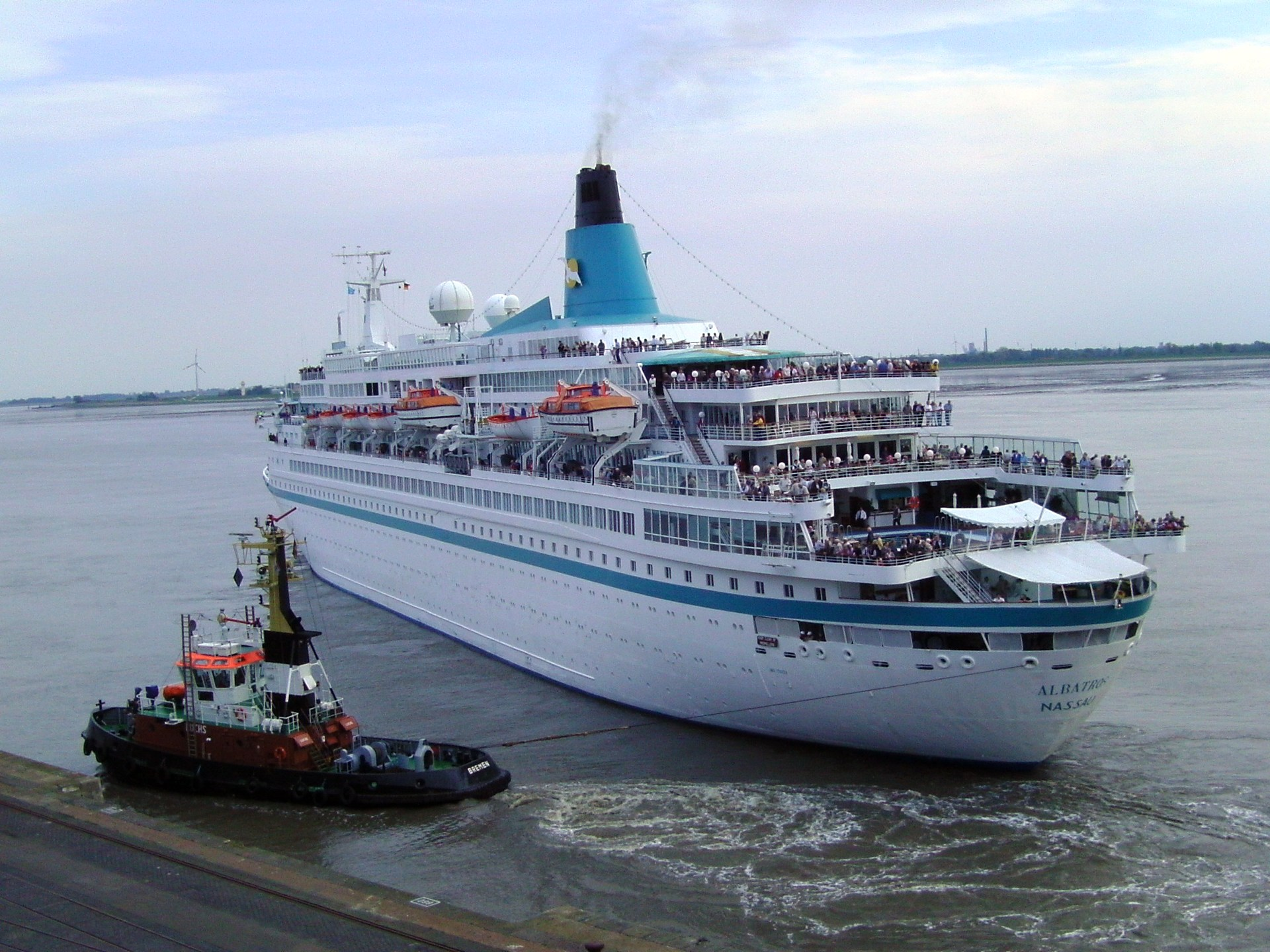
Heckansicht des Schiffs
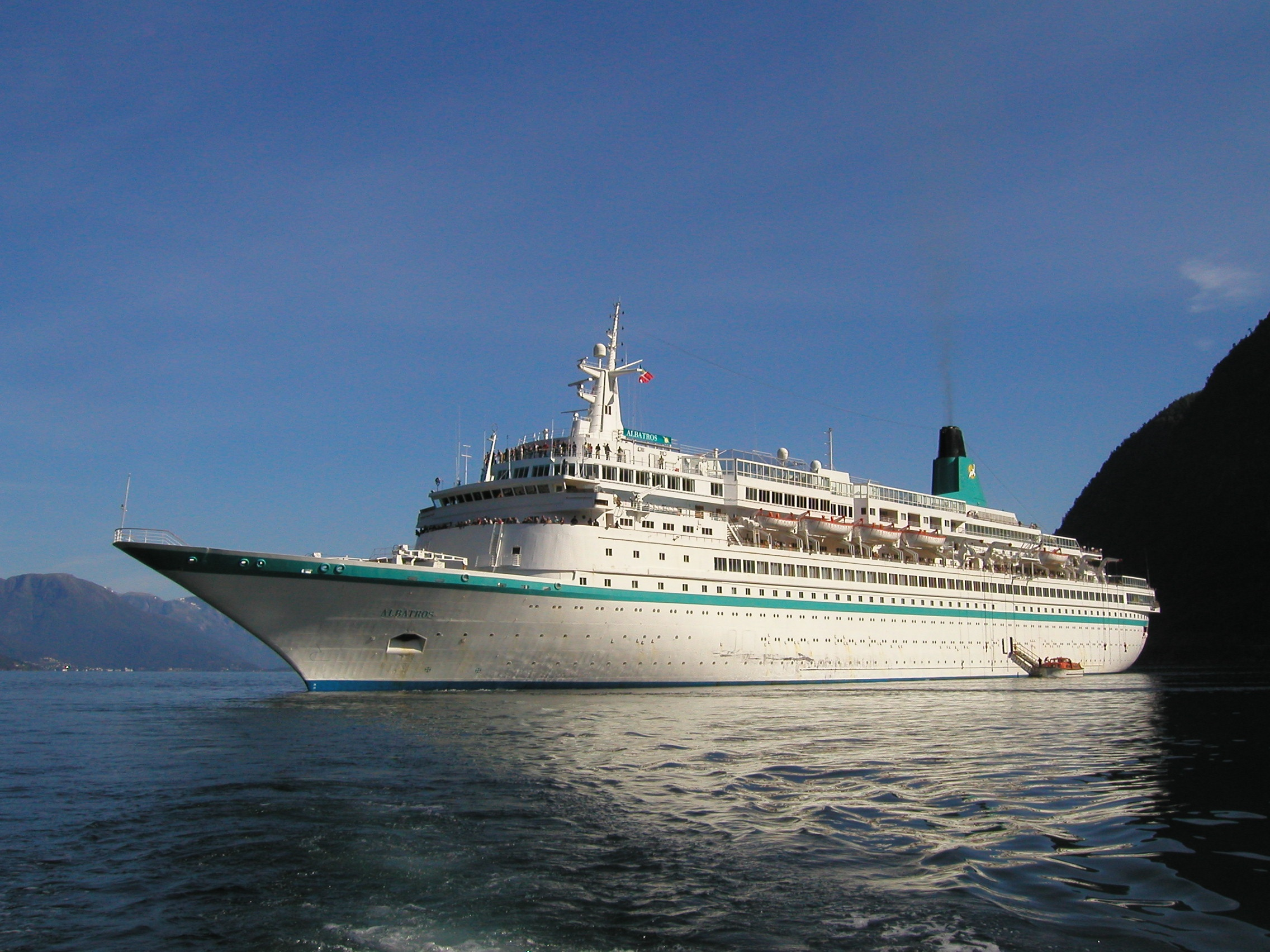
Die Albatros im Sognefjord / Norwegen